# Decisión Radio
Decisión Radio fue una radio española privada, generalista y de ámbito nacional.
El 20 de julio de 2023 a las 16:00 horas echó el cierre en su versión de FM, al término del especial con motivo de Elecciones generales de España de 2023 la noche del 23 al 24 de julio de 2023 echó el cierre la versión en línea.

## Historia
Se constituyó como Radio YA en 2016 con un capital de 100 000 euros, retomando los valores fundacionales del histórico diario Ya así como el nombre. El director de Radio YA era Javier García Isac y participó en la fundación y lanzamiento de este nuevo medio de radiodifusión retomando los principios que esgrimió el periodista Ángel Herrera Oria en la fundación del periódico Ya.
En julio de 2021 se convirtió en  Decisión Radio y pasó a estar dirigida por Javier Algarra.

## Programas
Ofrecía una programación diversa enfocada por cada uno de los directores. Así el director del Radio Ya, Javier García Isac dirige entre otros programas radiofónicos, el programa En la boca del lobo que se emite a diario, el programa Cita con la historia con el historiador y escritor Pío Moa, y el programa Una hora en libertad.
Marina Jorge dirige los informativos, y el programa Dando el cante; Alberto Pascual dirige el programa de Tribuna de la historia, Víctor Alvarado dirige Directo a las estrellas, Luis José Martín lleva la batuta en La Hora 2.0; Jorge Garrido San Román expone La perspectiva sindicalista; Alicia Rubio y José Antonio Ruíz de la Hermosa comparten dirección en Víctimas del odio, tiempo de entrevistas; Carmen Meléndez es la entrenadora en el programa En forma; Álvaro Romero en el programa Seamos Francos; Manuel Fernández-Monzón Altolaguirre y Fausto Heras toman las riendas en El Rubicón; Juan Salazar en el primer espada de Los toros, nuestra historia; Santiago Velo de Antelo y José Luis Orella coordinan Diplomacia; José Francisco Lamata conduce El extintor; Nacho Larrea en La hora del café; Carmen Meléndez y Mariano Fresnillo dinamizan el programa Buena gente con la colaboración de Santiago Losada entre otros.
En la actualidad en las frecuencias de FM que eran propiedad de Decisión Radio, es decir no alquiladas o asociadas desde su cierre emite radio fórmula musical con música similar a Los 40 Urban/Los 40 (España)... Sin locutores/as, sin nombre de emisora, sin anuncios...
Las frecuencias de FM asociadas o alquiladas están totalmente desvinculadas de Decisión Radio / Radio YA.

## Principales locutores
- Gerardo Quintana
- Javier Algarra
- José Aguilar
- José Antonio Ruiz de la Hermosa
- Luis Pedrosa
- Sergio Valverde
- Karla Vázquez
- Nando Rodríguez
- Albert Castillón
- Jorge Fuset
- Juanma Álamo
- Miguel Pérez Torres
- Miguel Ángel
- Alfredo Urdaci
- Eduardo García Serrano
- Ricardo Morando
- Juani Loro

## Frecuencias de Decisión Radio en frecuencia modulada
- Alicante 100.3 FM
- Asturias 89.6 FM
- Burgos 89.5 FM
- Ciudad Real 105.5 FM
- Córdoba 89.2
- Granada 98.8 FM
- Guadalajara 90.5 FM
- La Coruña 88.3 FM
- Madrid 102.1 FM (hilo musical 24 horas reguetón, dembow, reggae en español, dancehall, toasting, hip hop, dance urbano, soca, dub, pop latino urbano, bachata, trap, trap latino, tecno-rumba, etcétera)
- Madrid Sur 104.7 FM (hilo musical 24 horas reguetón, dembow, reggae en español, dancehall, toasting, hip hop, dance urbano, soca, dub, pop latino urbano, bachata, trap, trap latino, tecno-rumba, etcétera)
- Málaga 103.7 FM (Loca FM)
- Consejo Insular de Mallorca 88.2 FM
- Murcia 106.5 FM
- Navarra 90.0 FM
- Sevilla 95.6 FM
- Cabildo Insular de Tenerife 107.6 FM
- Toledo 89.2 FM
- Toledo 99.7 FM
- Valencia 99.5 FM (La Oficial FM)
- Valladolid 97.8 FM (Motiva FM)
- Vigo 88.4 FM
- Zaragoza 107.3 FM (ZFM)